# Communauté de communes de Vezouze en Piémont
La communauté de communes de Vezouze en Piémont  (CCVP) est une communauté de communes française, située dans le département de Meurthe-et-Moselle dans la région Grand Est, faisant également partie du pays du Lunévillois.

## Historique
Le 1er janvier 2017, la communauté de communes est créée par fusion de la communauté de communes de la Vezouze et de la communauté de communes du Piémont Vosgien.

### Géographie

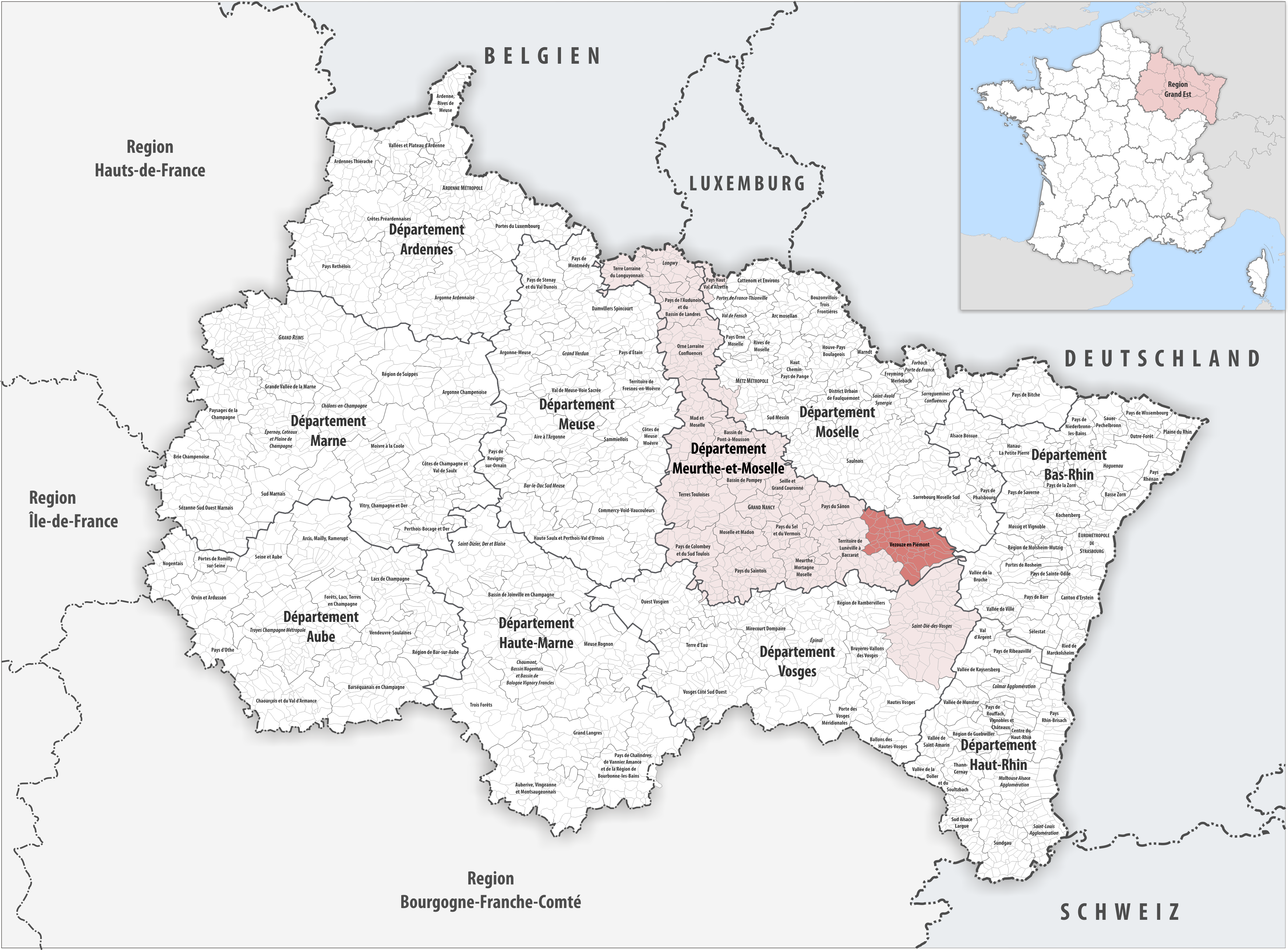
La communauté de communes de Vezouze en Piémont au sein du Grand Est.

## Territoire communautaire

### Composition
La communauté de communes est composée des 51 communes suivantes :

| Nom                       | Code Insee | Gentilé           | Superficie (km2) | Population (dernière pop. légale) | Densité (hab./km2) |
| ------------------------- | ---------- | ----------------- | ---------------- | --------------------------------- | ------------------ |
| Blâmont (siège)           | 54077      | Blâmontais        | 7,41             | 1 046 (2022)                      | 141                |
| Amenoncourt               | 54013      |                   | 7,23             | 87 (2022)                         | 12                 |
| Ancerviller               | 54014      |                   | 12,34            | 247 (2022)                        | 20                 |
| Angomont                  | 54017      | Angomontois       | 17,28            | 75 (2022)                         | 4,3                |
| Autrepierre               | 54030      |                   | 7,75             | 77 (2022)                         | 9,9                |
| Avricourt                 | 54035      | Avricourtois      | 2,25             | 390 (2022)                        | 173                |
| Badonviller               | 54040      | Badonvillois      | 21,95            | 1 533 (2022)                      | 70                 |
| Barbas                    | 54044      |                   | 7,33             | 202 (2022)                        | 28                 |
| Bertrambois               | 54064      |                   | 18,46            | 318 (2022)                        | 17                 |
| Blémerey                  | 54078      | Blumères          | 3,82             | 54 (2022)                         | 14                 |
| Bréménil                  | 54097      |                   | 5,6              | 94 (2022)                         | 17                 |
| Buriville                 | 54107      | Burivillois       | 11,44            | 71 (2022)                         | 6,2                |
| Chazelles-sur-Albe        | 54124      |                   | 3,39             | 49 (2022)                         | 14                 |
| Cirey-sur-Vezouze         | 54129      | Les Loups         | 16,39            | 1 579 (2022)                      | 96                 |
| Domèvre-sur-Vezouze       | 54161      |                   | 14,78            | 317 (2022)                        | 21                 |
| Domjevin                  | 54163      | Domjevinois       | 10,28            | 264 (2022)                        | 26                 |
| Emberménil                | 54177      | Emberménilois     | 14,39            | 240 (2022)                        | 17                 |
| Fenneviller               | 54191      |                   | 2,99             | 105 (2022)                        | 35                 |
| Fréménil                  | 54210      | Fréménilois       | 3,04             | 223 (2022)                        | 73                 |
| Frémonville               | 54211      | Frémonvillois     | 13,65            | 209 (2022)                        | 15                 |
| Gogney                    | 54230      |                   | 8,8              | 56 (2022)                         | 6,4                |
| Gondrexon                 | 54233      |                   | 2,49             | 32 (2022)                         | 13                 |
| Halloville                | 54246      |                   | 3,93             | 65 (2022)                         | 17                 |
| Harbouey                  | 54251      | Harboisiens       | 10,14            | 134 (2022)                        | 13                 |
| Herbéviller               | 54259      |                   | 8,12             | 213 (2022)                        | 26                 |
| Igney                     | 54271      | Hérédiens         | 4,71             | 113 (2022)                        | 24                 |
| Leintrey                  | 54308      |                   | 15,44            | 149 (2022)                        | 9,7                |
| Mignéville                | 54368      | Mignévillois      | 6,44             | 173 (2022)                        | 27                 |
| Montigny                  | 54377      |                   | 6,11             | 151 (2022)                        | 25                 |
| Montreux                  | 54381      | Montresiens       | 3,69             | 52 (2022)                         | 14                 |
| Neufmaisons               | 54396      |                   | 21,63            | 212 (2022)                        | 9,8                |
| Neuviller-lès-Badonviller | 54398      | Neuvillois        | 5,75             | 92 (2022)                         | 16                 |
| Nonhigny                  | 54401      |                   | 5,75             | 134 (2022)                        | 23                 |
| Ogéviller                 | 54406      | Ogévillois        | 3,54             | 279 (2022)                        | 79                 |
| Parux                     | 54419      |                   | 4,38             | 72 (2022)                         | 16                 |
| Petitmont                 | 54421      |                   | 17,6             | 307 (2022)                        | 17                 |
| Pexonne                   | 54423      | Pexonnois         | 13,43            | 330 (2022)                        | 25                 |
| Réclonville               | 54447      | Réclonvillois     | 2,96             | 70 (2022)                         | 24                 |
| Reillon                   | 54452      |                   | 4,39             | 73 (2022)                         | 17                 |
| Remoncourt                | 54457      | Remoncourtois     | 6,68             | 41 (2022)                         | 6,1                |
| Repaix                    | 54458      | Respaliens        | 4,86             | 109 (2022)                        | 22                 |
| Saint-Martin              | 54480      | Saint-Martinois   | 4,87             | 54 (2022)                         | 11                 |
| Saint-Maurice-aux-Forges  | 54481      | Mauritiens        | 3,3              | 100 (2022)                        | 30                 |
| Saint-Sauveur             | 54488      | Salvatoriens      | 19,16            | 40 (2022)                         | 2,1                |
| Sainte-Pôle               | 54484      | Saints-Pélaginois | 5,69             | 179 (2022)                        | 31                 |
| Tanconville               | 54512      |                   | 4,09             | 106 (2022)                        | 26                 |
| Val-et-Châtillon          | 54540      |                   | 18,57            | 557 (2022)                        | 30                 |
| Vaucourt                  | 54551      |                   | 6,29             | 62 (2022)                         | 9,9                |
| Vého                      | 54556      |                   | 7,74             | 111 (2022)                        | 14                 |
| Verdenal                  | 54562      | Verdunois         | 6,54             | 124 (2022)                        | 19                 |
| Xousse                    | 54600      |                   | 6,13             | 113 (2022)                        | 18                 |

### Démographie
| 1968   | 1975   | 1982   | 1990   | 1999   | 2009   | 2014   | 2020   |
| ------ | ------ | ------ | ------ | ------ | ------ | ------ | ------ |
| 15 536 | 14 057 | 13 066 | 12 430 | 11 891 | 12 164 | 11 934 | 11 623 |

### Transports
La communauté de communes est devenue autorité organisatrice de la mobilité (AOM).

### Impact énergétique et climatique

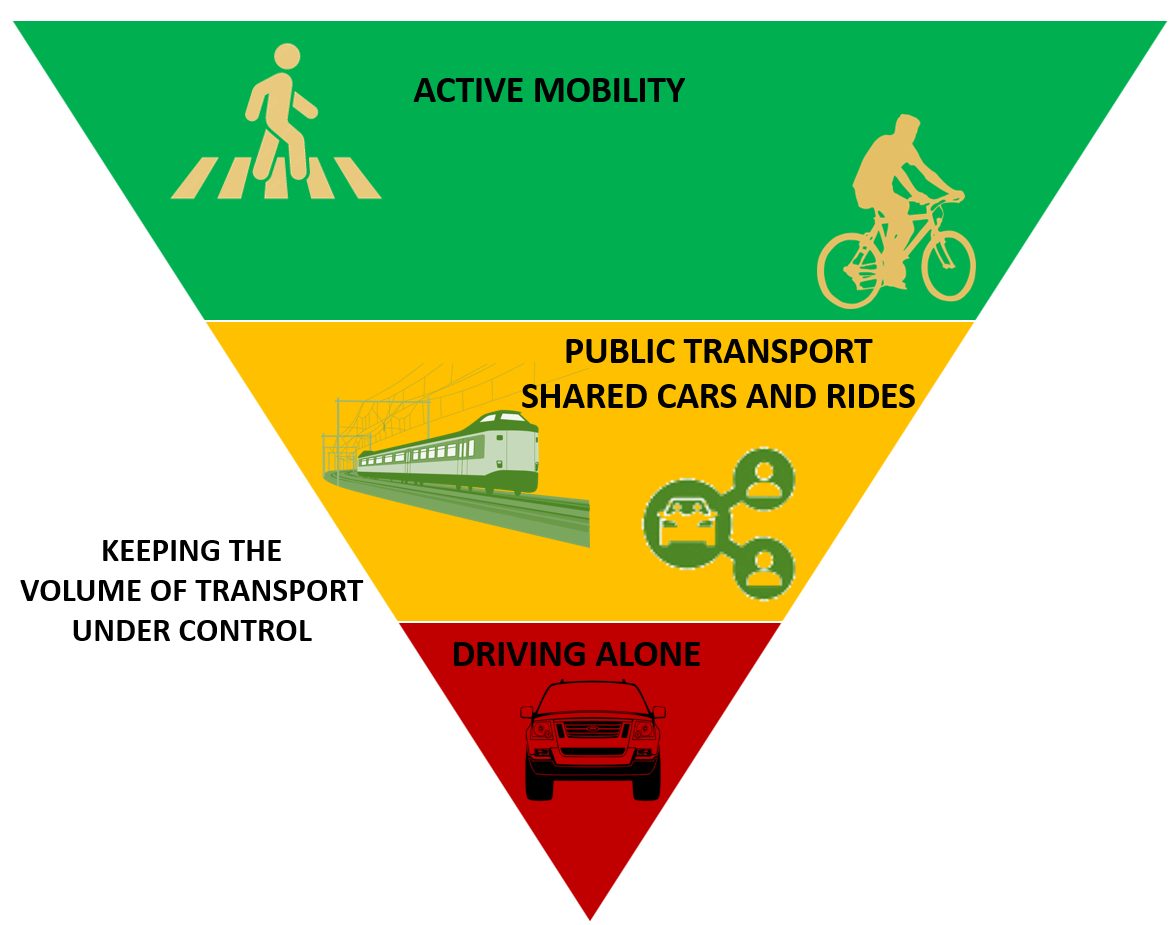
Pyramide de la mobilité, proposée par le projet européen Share North.

Énergie et effet de serre étant intimement liés, ATMO Grand Est tient à jour les statistiques énergétiques et climatiques de la communauté de communes de Vezouze en Piémont pour l'année 2020 et pour tous les secteurs, y compris les transports.
| -                              | Transports routiers | Autres transports |
| ------------------------------ | ------------------- | ----------------- |
| Carburant (GWh)                | 119                 | 0                 |
| Électricité (GWh)              | 0                   | 1                 |
| Gaz à effet de serre (ktéqCO2) | 30                  | 0                 |

### Énergie et climat
Dans le cadre du schéma régional d'aménagement, de développement durable et d'égalité des territoires (SRADDET) du Grand Est, ATMO Grand Est tient à jour les statistiques énergétiques  des établissements publics de coopération intercommunale de la région sous forme de diagramme de flux.
L'énergie finale annuelle, consommée en 2020, est exprimée en gigawatts-heures,.
| -                          | GWh |
| -------------------------- | --- |
| Électricité                | 51  |
| Carburants ou combustibles | 280 |
| Chaleur primaire           | 13  |

L'énergie produite en 2020 est également exprimée en gigawatts-heures.
| -                          | GWh |
| -------------------------- | --- |
| Électricité                | 62  |
| Carburants ou combustibles | 99  |
| Chaleur primaire           | 26  |

Les gaz à effet de serre sont exprimés en kilotonnes équivalent CO2.
| -                     | ktéqCO2 |
| --------------------- | ------- |
| Liées à l'énergie     | 49      |
| Non liées à l'énergie | 71      |

## Administration

### Siège
Le siège de la communauté d communes est situé à Blâmont.

### Les élus
Le conseil communautaire de la communauté de communes se compose de 71 conseillers, élus pour une durée de six ans.
Ils sont répartis comme suit :
| Nombre de conseillers | Communes                       |
| --------------------- | ------------------------------ |
| 8                     | Badonviller, Cirey-sur-Vezouze |
| 5                     | Blâmont                        |
| 3                     | Val-et-Châtillon               |
| 1 (+1 suppléant)      | les 47 autres communes         |

### Présidence
| Période                                  | Période  | Identité         | Étiquette | Qualité                          |
| ---------------------------------------- | -------- | ---------------- | --------- | -------------------------------- |
| Les données manquantes sont à compléter. |          |                  |           |                                  |
| 2017 (Réélu en 2020)                     | En cours | Philippe Arnould |           | maire de Saint-Sauveur (2001 → ) |

### Régime fiscal et budget
Le régime fiscal de la communauté de communes est la fiscalité additionnelle sans fiscalité professionnelle de zone et sans fiscalité professionnelle sur les éoliennes.